# Marwan Al-Sahafi
Marwan Al-Sahafi (en arabe : مروان الصحفي), né le 17 février 2004 à Djeddah en Arabie saoudite, est un footballeur international saoudien qui joue au poste d'ailier gauche à Al-Ittihad.

## Biographie

### En club
Né à Djeddah en Arabie saoudite, Marwan Al-Sahafi est formé par le club local d'Al-Ittihad Club, avec lequel il signe son premier contrat professionnel le 12 juin 2022. Il joue son premier match lors d'une rencontre de Saudi Premier League, la première division saoudienne, face à Al-Fateh SC le 7 octobre 2022. Il entre en jeu et son équipe s'impose par trois buts à un.
Al-Sahafi marque son premier but en professionnel le 29 mars 2024, lors d'une rencontre de championnat face au Al-Fayha FC. Il entre en jeu et participe à la victoire de son équipe par trois buts à un.
Le 1er septembre 2024, Marwan Al-Sahafi rejoint le Beerschot VA sous la forme d'un prêt d'une saison.

### En sélection
Marwan Al-Sahafi représente l'équipe d'Arabie saoudite des moins de 20 ans. Avec cette sélection il est sélectionné pour participer à la coupe d'Asie des moins de 20 ans en 2023. Il joue trois matchs dont deux en tant que titulaire lors de ce tournoi.
Marwan Al-Sahafi honore sa première sélection avec l'équipe nationale d'Arabie saoudite le 6 juin 2024 contre le Pakistan. Il entre en jeu à la place de Sultan Al-Ghannam (en) et son équipe s'impose par trois buts à zéro.

## Palmarès
Al-Ittihad Club
- Saudi Premier League (1) :
  - Champion : 2022-2023.